# Carmelita Jeter
Carmelita Jeter (Los Angeles, 24 de novembro de 1979) é uma atleta campeã olímpica e mundial norte-americana, especialista em corridas de velocidade. Com o tempo de 10s64 para os 100 m rasos, conseguidos em 2009, ela é a nona mulher mais rápida de todos os tempos.

## Carreira
Seu primeiro contato com os esportes foi através do basquete, praticado por toda sua família. Seu irmão mais novo, Eugene, tornou-se jogador profissional do Sacramento Kings anos mais tarde. Seu técnico de basquete teve a atenção chamada para a velocidade de Carmelita na quadra e sugeriu que ela tentasse o atletismo, onde seu talento natural para as corridas de velocidade foi confirmado com o tempo de 11s7 nos 100 m rasos conseguidos em sua segunda prova na distância.
Cursando Educação Física pela Universidade do Estado da Califórnia, ela conquistou o maior número de medalhas na NCAA pot uma estudante desta universidade e a primeira dela a se classificar para os Jogos Olímpicos. Um problema recorrente no músculo posterior da coxa, porém, a deixou fora de competições entre 2003 e 2005 e só em 2007 ela começou a aparecer internacionalmente, depois de um longo tratamento à base de massagens profundas nos músculos internos da coxa. Neste ano ela conquistou a medalha de bronze dos 100 m no Campeonato Mundial de Atletismo de Osaka, com a melhor marca pessoal de 11s02. e a medalha de ouro com o revezamento.
Apesar de ser uma das mais rápidas velocistas norte-americanas da época, e conquistar nova marca pessoal - 10s97 - nas quartas de final dos 100 m, ela não conseguiu classificação para Pequim 2008 nas eliminatórias americanas realizadas em junho/julho daquele ano, no Oregon, ficando fora dos Jogos Olímpicos. Isso a levou a mudar de técnico e em novembro ela passou a trabalhar com John Smith, o mesmo técnico do campeão olímpico de Sydney 2000, Maurice Greene. Smith iniciou o trabalho com Carmelita mudando completamente o seu estilo de correr.
Em 2009, Jeter conquistou o bronze no Mundial de Berlim - depois de fazer a melhor marca do ano nas semifinais - 10s83 - e na temporada indoor marcou 7s11 para os 60 m rasos, melhor marca pessoal e melhor tempo daquele ano para a distância. Também venceu dois meetings da Golden League em Zurique e Bruxelas, com tempos inferiores a 10s90 e derrotando as jamaicanas Shelly-Ann Fraser e Veronica Campbell. Em setembro deste mesmo ano, em Tessalônica na Grécia, ela marcou 10s67 para os 100 m vencendo a prova e uma semana depois, no Grand Prix de Xangai, na China, abaixou ainda mais sua melhor marca pessoal para 10s64, tornando-se a segunda mulher mais rápida na distância.
Em Daegu 2011, Jeter sagrou-se campeã mundial dos 100 m em 10s90 e liderou o revezamento 4x100 m americano para mais uma medalha de ouro em 41s56, a melhor marca do ano. No Mundial seguinte, Moscou 2013, ficou com a medalha de bronze nos 100 m.
Em Londres 2012 tornou-se campeã olímpica integrando o revezamento 4x100 m junto com Bianca Knight, Allyson Felix e Tianna Madison, que conquistou a medalha de ouro e quebrou o recorde mundial vigente desde 1985 e ainda em poder da equipe da extinta Alemanha Oriental, estabelecendo a nova marca de 40s82. Jeter, entretanto, não conseguiu o ouro individual mesmo sendo favorita, ficando com a prata nos 100 m - atrás de Shelly-Ann Fraser que se tornou bicampeã olímpica da distância - e o bronze nos 200 m rasos - vencidos pela também norte-americana Allyson Felix.

## Recordes pessoais
| Evento     | Tempo (seg) | Local            | Data                    |
| ---------- | ----------- | ---------------- | ----------------------- |
| 60 metros  | 7.02        | Albuquerque, EUA | 28 de fevereiro de 2010 |
| 100 metros | 10.64       | Shanghai, China  | 20 de setembro de 2009  |
| 200 metros | 22.11       | Eugene, EUA      | 30 de junho de 2012     |